# Tweewaardige logica
Tweewaardige logica is dat deel van de propositielogica, waar men proposities bestudeert waarvan men onderstelt, dat ze slechts twee waarheidswaarden kunnen hebben; namelijk waar of onwaar (vals).  

## Algemeen
De tweewaardige logica staat tegenover de meerwaardige logica (of niet-tweewaardige logica) en is ook ontwikkeld vanuit het idee om de wiskundige strengheid in de logica toe te passen. Deze omwenteling is begin 20e eeuw vooral gerealiseerd door het werk van Russel en Whitehead. Deze vorm is men in de wiskunde gaan gebruiken omdat het eenvoudig van vorm is en geen gevoelsschakeringen meer bevat van de antieke niet-tweewaardige logica.
In de literatuur wordt gesproken van meerdere vormen van tweewaardige logica. Zo sprak Robert Feys vijftig jaar terug van de geformaliseerde tweewaardige logica. Tegenwoordig spreekt men wel van de klassieke tweewaardige logica.

## Vertegenwoordigers
Enige vertegenwoordigers van de tweewaardige logica:
- Gottlob Frege (1848-1925)
- Giuseppe Peano (1858-1932)
- Alfred North Whitehead (1861-1947)
- Bertrand Russell (1872-1970)